# 庄林一心
庄林一心（？—1631年6月13日）是日本戰國時代至江戶時代初期武將。通稱庄林隼人。受領名是豐後守、伯耆守，官途名是隼人佐。別名有莊林、城林、生林。加藤十六將、加藤家三傑之一。

## 生平
最初是攝津國高槻的國人荒木村重的家臣，在荒木氏沒落後，仕於仙石秀久，在秀久被改易後，仕於加藤清正。
與飯田直景、森本一久一同被稱為「加藤家三傑」，雖然比他們遲成為家臣，不過受到清正深厚信賴，以先手大將身份在向朝鮮出兵（文祿慶長之役）時，於第二次晉州城攻防戰中得到一番乘（第一人攻進城中）的戰功，在討伐天草一揆等戰鬥中亦很活躍，有被賜予朱槍的記錄留下。
在寬永8年（1631年）死去。墓所在熊本市的禪定寺。
兒子在加藤氏被改易後，仕於成為熊本藩藩主的肥後細川氏並得到1千3百8十石。